# Rory McCann
Rory McCann (ur. 24 kwietnia 1969 w Glasgow) – szkocki aktor filmowy i telewizyjny.

## Życiorys
Początkowo pracował jako ogrodnik, drwal i malarz mostu. Wziął udział w szkockiej reklamie płatków śniadaniowych.
Pierwszą rolę otrzymał w filmie przygodowym fantasy Rona Howarda Willow (1988). Uznanie przyniosła mu główna rola Kenny'ego McLeoda w serialu Channel 4 The Book Group, za którą w 2002 otrzymał szkocką nagrodę BAFTA. Od tego czasu zaczął regularnie występować w produkcjach filmowych i telewizyjnych. Zagrał detektywa inspektora Stuarta Browna w serialu Rozgrywki, Piotra Wielkiego w produkcji Peter in Paradise oraz rolę księdza w nagradzanym serialu Shameless.
W Hollywood wystąpił jako generał Krateros w historycznej epopei Olivera Stone’a Aleksander (2004). W 2011 wcielił się w postać Sandora „Ogara” Clegane’a w produkowanym przez HBO serialu Gra o tron.

## Wybrana filmografia
- 1999: Nazwij to snem
- 1999: Coming Soon (serial TV)
- 2000: Pasty Faces
- 2000: Randall & Hopkirk (Deceased) (serial TV)
- 2000: Monarch of the Glen (serial TV)
- 2002: London's Burning (serial TV)
- 2002–2003: The Book Group (serial TV)
- 2003: The Devil's Tattoo
- 2003: Młody Adam
- 2003: Peter in Paradise (serial TV)
- 2003: Rockface (serial TV)
- 2004: Aleksander
- 2005: Days of Darkness (serial TV)
- 2005: Beowulf & Grendel
- 2006: Shameless (serial TV)
- 2006: Sixty Six
- 2007: Hot Fuzz – Ostre psy
- 2008: Heroes and Villains (serial TV)
- 2008: The Crew
- 2009: Solomon Kane: Pogromca zła
- 2010: Starcie tytanów
- 2011: Gra o tron (serial TV)
- 2015: Slow West
- 2017: xXx: Reaktywacja